# Лемля
Ле́мня, також Ле́мля — річка в Житомирській області України. Ліва притока річки Ірша. Протяжність близько 17 км, похил — 1,8 м/км. Загальна площа басейну річки — 105 км².
Лемля бере витік у болотистій місцевості на захід від села Ставище Коростенського району. Своєю течією від витоку до гирла проходить через села Лісівщина та Красносілка. Впадає в річку Ірша північно-західніше села Турчинка. Абсолютна відмітка дзеркала води в місці впадіння знаходиться на висоті близько 170 м над рівнем моря. 
Вздовж русла річки розташувалося Лемненське родовище Іршанського ГЗК, що займається видобутком ільменітової руди.

## Назва
Назва Лемня від давнього українського слова "ільм", "ілем", "льом", яке є синонімом слова "в'яз", що має спільне походження разом з англійським "elm" та середньоверхньонімецьким "ilme" від латинського "ulmus". Початкова голосна "і" відпала, коли це траплялось у ряді давньоукраїнських та давньобілоруських діалектів, як, наприклад, у словах "голка", "грати", (біл. "голка", "граць"), на противагу російським "иголка", "играть".  
Подібні слова є в інших слов'янських мовах: польською "ilm", "ilem", нижньо-лужицькою "lom", словенською "ilem", "ilmovina". Звідси ж назва літописного племені ільменських словен. Подібні гідроніми зустрічаються в інших слов'янських країнах і походять з найдавніших часів існування слов'янської етномовної спільності. 

## Притоки
Річка без назви - ліва притока. Протікає через села Ковалівщина, Іванівка та Лісівщина. Довжина річки 10 км. Площа басейну 39,7 км².